# 맬컴 휠러니컬슨
맬컴 휠러니컬슨(영어: Malcolm Wheeler-Nicholson, 1890년 1월 4일 ~ 1965년)은 출판인이다. 그는 펄프 매거진 작가로 일했으며 미국 만화 시장의 형성에 큰 영향을 끼친 인물이다. 그가 설립한 출판사 내셔널 얼라이드(National Allied)는 오늘날 DC 코믹스의 전신이 되었다.